# Amt Gramzow
Das Amt Gramzow ist ein 1992 gebildetes Amt in Brandenburg, in dem sich zunächst 14 Gemeinden des damaligen Kreises Prenzlau (heute im Landkreis Uckermark) zu einem Verwaltungsverband zusammengeschlossen hatten. Sitz der Amtsverwaltung ist die Gemeinde Gramzow. Durch Gemeindezusammenschlüsse und Wechsel von Gemeinden zu anderen Ämter hat sich die Zahl der amtsangehörigen Gemeinden auf sechs reduziert.

## Geographische Lage
Das Amt Gramzow liegt in der Mitte des Landkreises Uckermark in Brandenburg und grenzt im Westen an die Gemeinde Nordwestuckermark und die Stadt Prenzlau, im Norden an das Amt Brüssow (Uckermark), in Nordosten an das Amt Löcknitz-Penkun (Mecklenburg-Vorpommern), im Osten an das Amt Gartz (Oder), im Südosten an die Stadt Schwedt/Oder, im Süden an die Stadt Angermünde sowie im Südwesten an das Amt Gerswalde.

## Gemeinden und Ortsteile
Das Amt umfasst folgende Gemeinden:
- Gramzow mit den vier Ortsteilen Gramzow, Lützlow, Meichow und Polßen sowie den Wohnplätzen Ausbau, Forsthaus, Karlshof, Koboltenhof, Neumeichow, Randowhöhe und Zehnebeck
- Grünow mit den Ortsteilen Damme, Dreesch, Drense und Grünow sowie den Wohnplätzen Ausbau Weidendamm, Heises Hof und Mönchehof (2001 vom Amt Prenzlau-Land[3])
- Oberuckersee mit den Ortsteilen Blankenburg, Potzlow, Seehausen und Warnitz sowie den Wohnplätzen Berghausen, Brandmühle, Dreiecksee, Forsthaus Warnitz, Grünheide (ehem. Wedelsberg), Heidehof, Hügelhof, Melzow, Neuhof, Potzlow Abbau, Potzlow Ausbau, Quast, Strehlow, Strehlow Vorwerk, Trumpf und Turnersruh
- Randowtal mit den Ortsteilen Eickstedt, Schmölln und Ziemkendorf sowie den Wohnplätzen Albrechtshof, Eickstedt Ausbau, Grenz, Räuberberg, Rollberg, Schwaneberg, Vogelsang, Wegnershof und Wollin
- Uckerfelde mit den Ortsteilen Bertikow, Bietikow, Falkenwalde und Hohengüstow sowie den Wohnplätzen Kleinow, Neu-Kleinow und Weselitz
- Zichow mit den Ortsteilen Fredersdorf und Golm und Zichow sowie dem Wohnplatz Zichow-Lindenwegsiedlung

## Geschichte
Der Minister des Innern des Landes Brandenburg erteilte der Bildung des Amtes Gramzow am 18. Juni 1992 seine Zustimmung. Als Zeitpunkt des Zustandekommens des Amtes wurde der 23. Juni 1992 festgelegt. Zum Sitz des Amtes wurde die Gemeinde Gramzow bestimmt. Das Amt Gramzow bestand zunächst aus 14 Gemeinden im damaligen Kreis Prenzlau:
1. Bertikow
2. Bietikow
3. Blankenburg
4. Eickstedt
5. Falkenwalde
6. Gramzow
7. Hohengüstow
8. Lützlow
9. Meichow
10. Potzlow
11. Schmölln
12. Seehausen
13. Warnitz
14. Ziemkendorf

Am 5. Oktober 2001 gab der Minister des Innern des Landes Brandenburg bekannt, dass die Gemeinde Grünow des Amtes Prenzlau-Land mit Wirkung zum 1. November 2001 in das Amt Gramzow wechselt. Damit bestand das Amt Gramzow ab dem 1. November 2001 aus folgenden Gemeinden: Bertikow, Grünow, Seehausen, Bietikow, Hohengüstow, Warnitz, Blankenburg, Lützlow, Ziemkendorf, Eickstedt, Meichow, Gramzow und Falkenwalde, Potzlow und Schmölln.
Am 7. Dezember 2001 gab der Minister des Innern des Landes Brandenburg bekannt, dass der Zusammenschluss der Gemeinden Blankenburg, Potzlow, Seehausen und Warnitz zur neuen Gemeinde Oberuckersee, der Zusammenschluss der Gemeinden Bertikow, Bietikow, Falkenwalde und Hohengüstow zur neuen Gemeinde Uckerfelde, der Zusammenschluss der Gemeinden Eickstedt, Schmölln und Ziemkendorf zur neuen Gemeinde Randowtal und auch der Zusammenschluss der Gemeinden Gramzow, Lützlow und Meichow des Amtes Gramzow und der Gemeinde Polßen (Amt Angermünde-Land) zur neuen Gemeinde Gramzow zum 31. Dezember 2001 genehmigt wurde. Damit bestand das Amt Gramzow ab dem 31. Dezember 2001 aus den Gemeinden Gramzow, Grünow, Oberuckersee, Randowtal und Uckerfelde.
Zum 28. Februar 2002 wechselte die Gemeinde Zichow vom Amt Oder-Welse zum Amt Gramzow. Damit hatte das Amt sechs amtsangehörige Gemeinden.

## Bevölkerungsentwicklung
| Jahr | Einwohner |
| ---- | --------- |
| 1992 | 6 278     |
| 1995 | 6 314     |
| 2000 | 6 275     |
| 2005 | 7 847     |
| 2010 | 7 387     |
| 2015 | 7 003     |

| Jahr | Einwohner |
| ---- | --------- |
| 2020 | 6 773     |
| 2021 | 6 759     |
| 2022 | 6 731     |
| 2023 | 6 649     |
| 2024 | 6 590     |

Gebietsstand des jeweiligen Jahres, Einwohnerzahl: Stand 31. Dezember, ab 2011 auf Basis des Zensus 2011, ab 2022 auf Basis des Zensus 2022

## Politik

### Amtsdirektor
- 1994–2020: Reiner Schulz[15]
- seit 2021: Vera Leu

Schulz wurde am 19. Juni 2018 vom Amtsausschuss für weitere acht Jahre in seinem Amt bestätigt. Er trat zum 31. Dezember 2020 in den Ruhestand. Der Amtsausschuss wählte am 13. Oktober 2020 Vera Leu für eine Amtszeit von acht Jahren zu seiner Nachfolgerin.

### Wappen
| Wappen des Amtes Gramzow | Blasonierung: „In einem durch eine flache, gestürzte Spitze blau-silbern geteilten Schild auf einer silbern gefugten roten Mauer ein rot-bewehrter, widersehender flugbereiter Storch in verwechselten Farben.“ |
| Wappen des Amtes Gramzow | Das Wappen wurde am 17. November 1999 durch das Ministerium des Innern genehmigt. |

### Dienstsiegel
Das Dienstsiegel zeigt das Wappen des Amtes mit der Umschrift AMT GRAMZOW • LANDKREIS UCKERMARK.